# 八月の濡れた砂
『八月の濡れた砂』（はちがつのぬれたすな）は、1971年8月25日に公開された藤田敏八監督の日本映画、及びその主題歌。ここでは当該主題歌のカバー作品についても述べる。

## 映画
1971年公開の日本映画、カラー作品。上映時間91分。同時上映作品は、蔵原惟二監督の『不良少女 魔子』。この2作が、ロマンポルノに移行する前の、旧体制日活最後の作品となった。
当初は沖雅也が主役を演じる予定だったが、撮影開始直後に事故で負傷し降板。広瀬昌助が代役を務めることになった。
平成元年（1989年）「大アンケートによる日本映画ベスト150」（文藝春秋発表）では第64位にランキングされている。

## 内容
湘南を舞台に学園紛争敗退後の1970年代のしらけ世代の気だるく無軌道な若者達の退廃を描く。

## スタッフ
- 監督・脚本：藤田敏八
- 脚本：峰尾基三、大和屋竺
- 企画：大塚和、藤浪浩
- 撮影：萩原憲治
- 音楽：むつひろし、ペペ

## キャスト
- 村野武範（野上健一郎）
- 広瀬昌助（西本清）
- テレサ野田（三原早苗）
- 藤田みどり（三原真紀）
- 隅田和世（稲垣和子）
- 八木昌子（西本文子）
- 三田村元（西本武）
- 山谷初男（五郎）
- 中沢治夫（剛達人/剛たつひと）（川村修司）
- 赤塚真人（渡辺マモル）
- 奈良あけみ（野上雅子）
- 原田千枝子（シャワー室に連れ込まれる女）
- 牧まさみ（由美）
- 新井麗子、重盛輝江(重盛てる江)（女教師）

- 田畑善彦（幹部&技斗）
- 溝口拳、中平哲仟（組員）
- 市村博、大浜詩郎、木村英幸(木村英行)（大学生）
- 野村隆（役人・山田）
- 英原穣二（役人・鈴木）
- 光でんすけ（海水浴客）
- 長浜鉄平、小島克巳（大学生）
- 衣あけみ（マリ）
- ザ・ハーフ・ブリード（ビーチのバンドグループ）
- 原田芳雄（神父）
- 地井武男（井手）
- 渡辺文雄（亀井亀松）
- 以下ノンクレジット
- 深町真喜子(深町真樹子)（教会から出てくる女）
- 里実(大門実)（教会から出てくる男）
- 横田楊子、橘田良江、中庸子（教会の中の女）
- 吉田勇男(吉田朗人)（教会の中の男）
- 露木譲（建設省役人）
- 小島克巳、山岡正義、小見山玉樹（野次馬）
- 市原久（野次馬・和子の葬儀の弔問客）
- 伊豆見英輔、佐川明子、加納愛子(加納千嘉)（和子の葬儀の弔問客）

## 併映作品
『不良少女 魔子』: 蔵原惟二監督作品

## DVD
日活より発売。サントラCDが同梱され、本作および「飛び出せ!青春」で共演した村野武範と剛たつひとによるオーディオコメンタリーを収録している（セル版DVDのみ）。

## 主題歌
オリジナル

エンディング曲として使用された。
- 石川セリ『八月の濡れた砂』（作詞：吉岡オサム／作曲：むつひろし／編曲：秋葉洋）

石川の1stシングル『小さな日曜日』（1972年3月5日発売）に両A面として収録された他、1stアルバム『パセリと野の花』（1972年11月5日発売）にも収録されている。
カバー
- スコッチ・ファイブ － 1978年、編曲：小田嶋英雄。Ｂ面は「愛のモトマチ」（作詞・作曲：三枝伸、編曲：小田嶋英雄）。
- 北原ミレイ － 1980年、アルバム『流れ行く歌 Vol.1』に収録。
- 桑田りん － 1986年、アルバム『GALA』に収録。
- 門倉有希 － 1995年、アルバム『どうせ東京の片隅に』に収録。
- 渚ようこ with クライマックス － 1995年、コンピレーションアルバム『GO! CINEMANIA REEL 4 ～カバー・ロックス』に収録。
- 石川さゆり － 1998年、アルバム『二十世紀の名曲たち・第8集』に収録。
- 沢口みき － 2000年、アルバム『私の胸でおねむりなさい』に収録。
- 甲斐よしひろ － 2003年、アルバム『翼あるもの 2』に収録。
- 大西ユカリと新世界 － 2005年、アルバム『昭和残唱』に収録。
- shu － 2007年、アルバム『サヨナラ東京』に収録。
- ピーター － 2009年、アルバム『私が愛した女たち』に収録。
- LUHICA － 2013年、シングル『手鎖の月』（作詞：秋元康、作曲：川浦正大、編曲：近藤隆史・吉田武史・田中ユウスケ）のカップリング。編曲：立崎優介・吉田武史・田中ユウスケ。同シングルにはオフ・ヴォーカル・ヴァージョンも収録。
- 非常階段×畑中葉子 － 2016年、編曲：非常階段。アルバム『畑中階段』に収録。

## 関連する人物
- 林美雄 - TBS「パックインミュージック」のDJだった林は、放送終了後の帰宅途中に、池袋の映画館でこの映画を見て感銘を受け、藤田敏八・石川セリ等を自分の番組にゲストとして招いた。これが、その後の彼の番組に映画・演劇関連のゲストが多数出演するきっかけとなった。